# St-Nicolas (Civray)

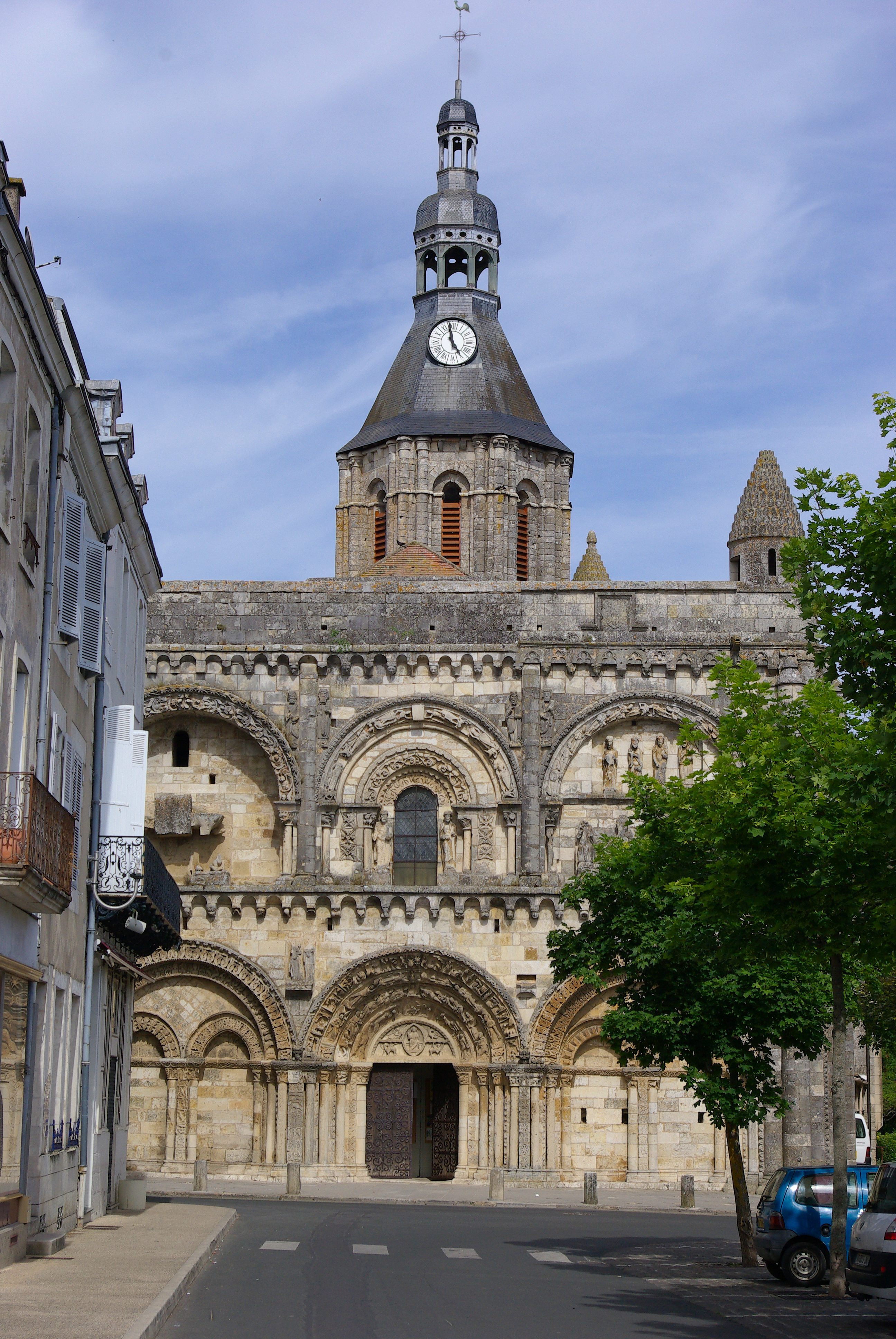
Ehemalige Prioratskirche St-Nicolas von Civray im Poitou. Die alles überragende barocke Haube des oktogonalen Vierungsturms mit zwei übereinander angeordneten Laternenaufsätzen, die als Hoheitszeichen aufgefasst werden können, wurde von Zimmerleuten erstellt und anschließend von Dachdeckern verschiefert.

Die ehemalige Prioratskirche Prieuré St-Nicolas de Civray gehört zu den architektonisch bedeutsamsten Kirchen der poitevinischen Bauschule. Sie steht in der Kleinstadt Civray im Département Vienne (Region Nouvelle-Aquitaine). Bereits seit dem Jahr 1840 ist die Kirche als Monument historique anerkannt.

## Baugeschichte
Schriftliche Dokumente zur Baugeschichte haben sich nicht erhalten; stilistisch ist der romanische Kirchenbau von St-Nicolas jedoch dem 12. Jahrhundert zuzuordnen. Er gehörte zum Besitz der knapp 45 Kilometer nördlich gelegenen Abtei St-Junien von Nouaillé und ist dem Hl. Nikolaus geweiht, dem – auch im Abendland sehr populären – Bischof von Myra (Kleinasien). Seit dem Jahr 1840 ist das Bauwerk als Monument historique klassifiziert. In den Jahren 1842/43 erfolgten umfangreiche Restaurierungs- und Sicherungsarbeiten, im Rahmen derer die gesamte Fassade Stein für Stein abgetragen wurde, was zum Einsturz des ersten Kirchenschiffjoches führte. Beim Wiederaufbau wurde gleich ein Tympanon ins Hauptportal eingefügt, obwohl dies eigentlich nicht der Tradition der poitevinischen Bauschule entspricht. Die seitlichen Türmchen oberhalb der Fassade sind ebenfalls Zutaten des 19. Jahrhunderts, stehen aber im Einklang mit poitevinischen Bautraditionen.

## Architektur

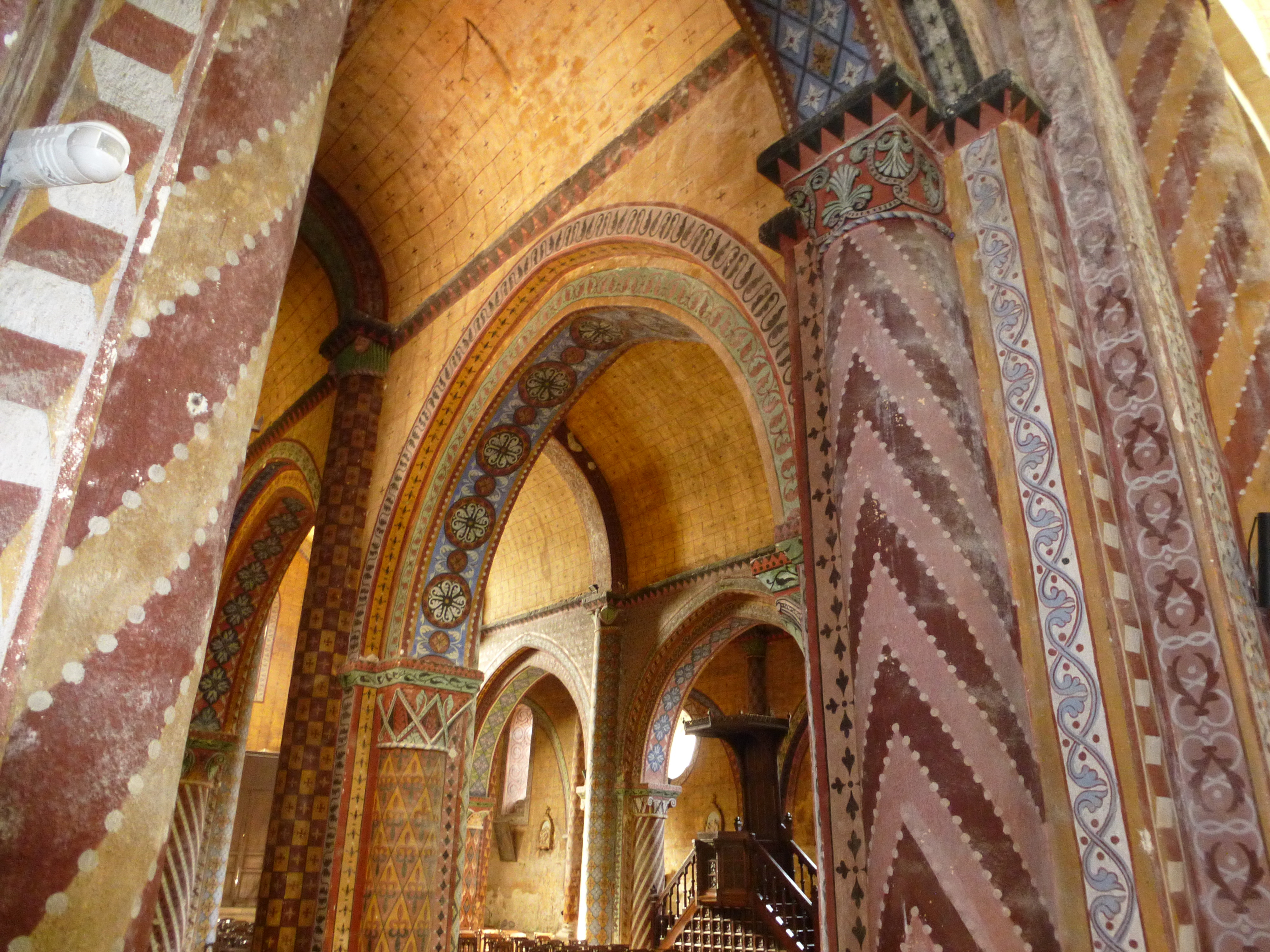
Tonnengewölbe der drei Schiffe

St-Nicolas ist eine Hallenkirche mit spitzbogigen Tonnengewölben über allen drei Schiffen, ihr Vierungsturm ein Laternenturm.

### Fassade

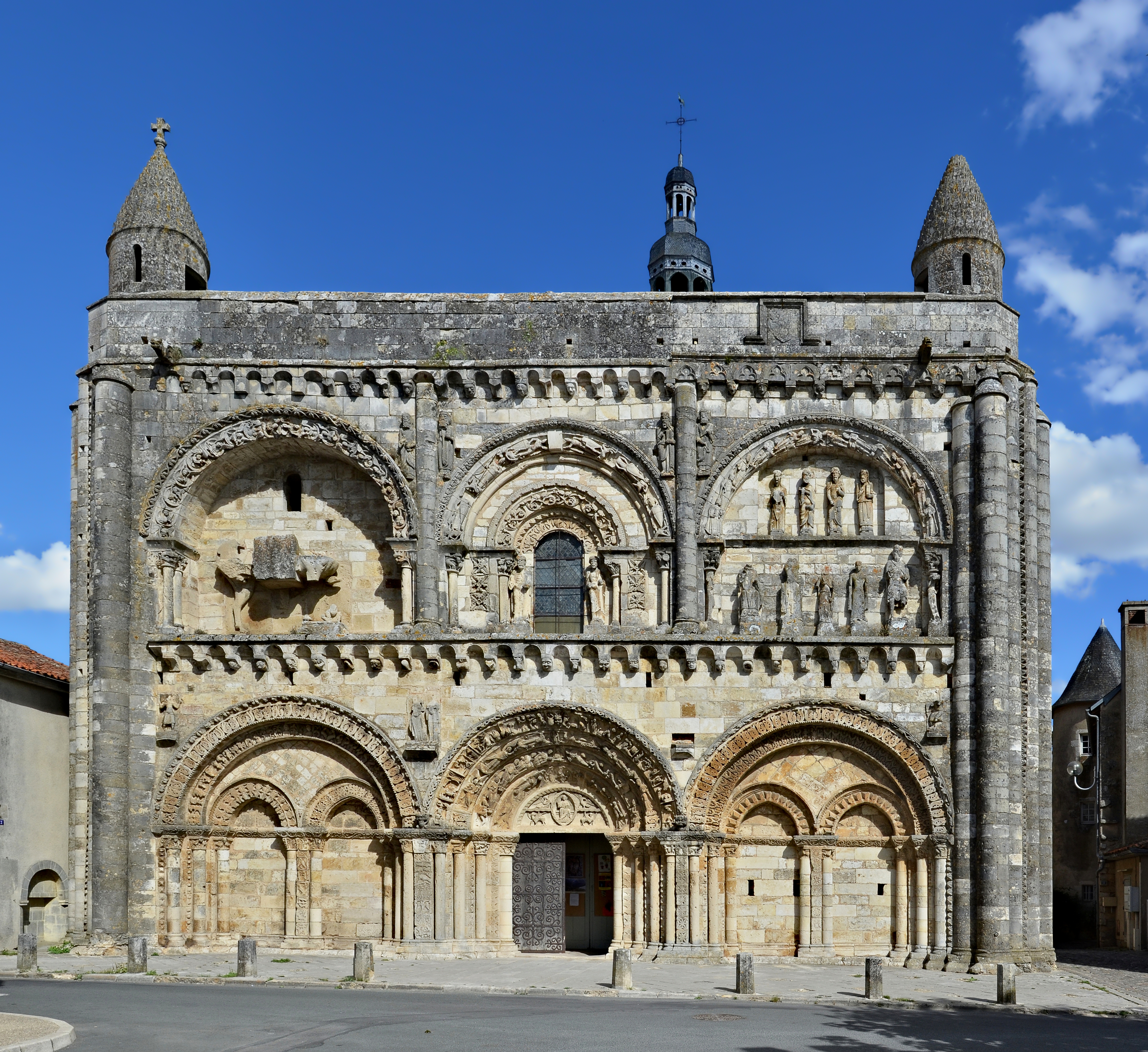
Zweigeschossige Westfassade

Zusammen mit der Fassade von Notre-Dame-la-Grande in Poitiers gehört die Gestaltung der Westfassade von St-Nicolas – trotz einiger Zerstörungen in den Hugenottenkriegen und in der Revolutionszeit – zu den schönsten und reichhaltigsten des Poitou. Die Fassade ist insgesamt breiter (ca. 19 m) als hoch (ca. 14 m). Auffällig und im Poitou ungewöhnlich ist das Fehlen eines Giebeldreiecks; die dadurch gesteigerte Horizontalität und Monumentalität des Baus lässt eher an ein römisches Stadttor denken als an eine Kirche. Durch ein horizontales Gesims in der Mitte wird die Fassade in zwei Geschossebenen unterteilt; vertikale Elemente (Dienstbündel oder einzelne Dienste) finden sich nur an den Seiten bzw. in der oberen Ebene, treten jedoch gegenüber der starken Horizontalität des Bauwerks, die durch ein weiteres Gesims am oberen Rand der Fassade unterstrichen wird, in den Hintergrund.

#### Untere Ebene

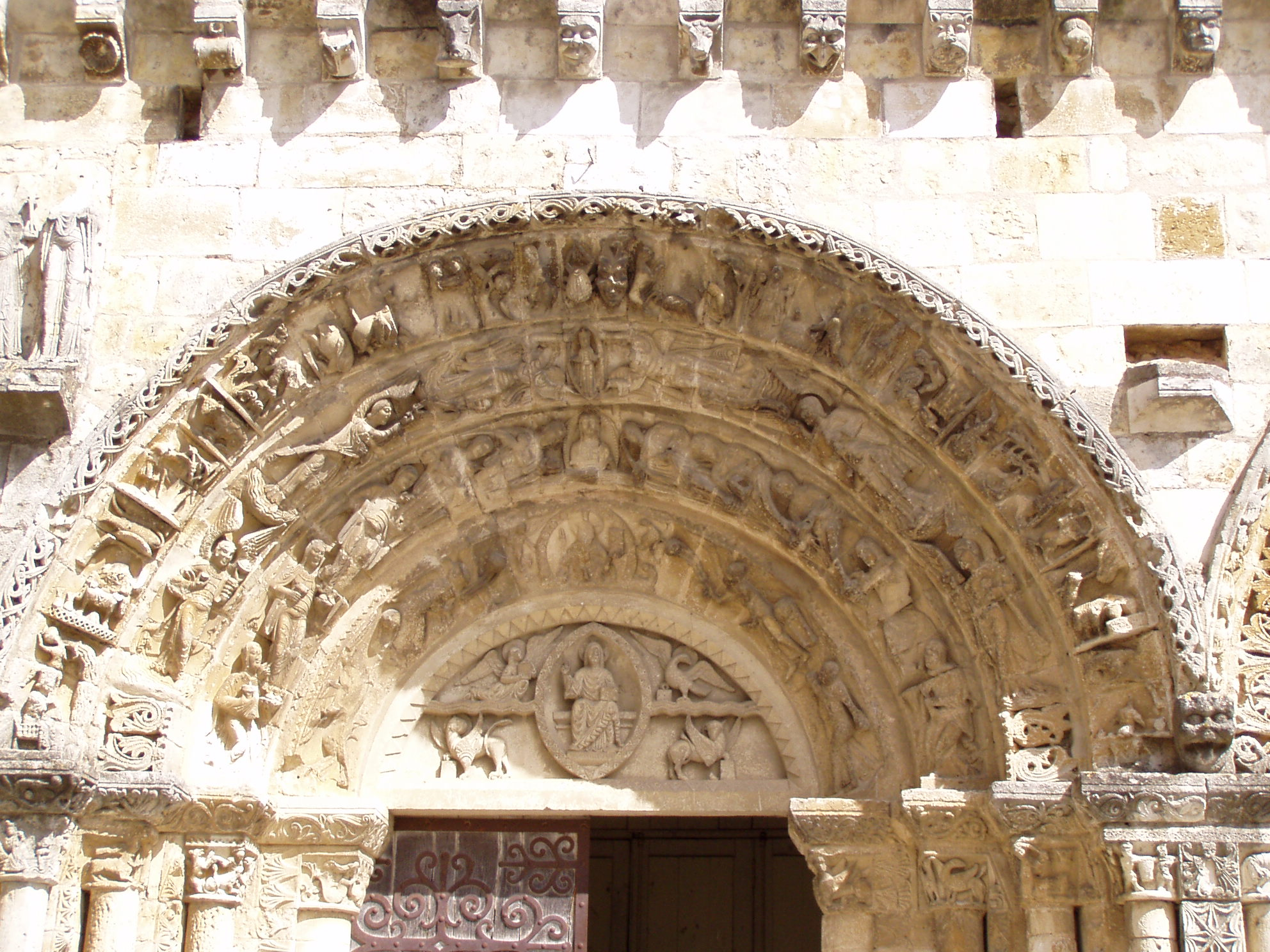
Civray, St-Nicolas – Portal mit 4 Archivolten (12. Jh.) und Tympanon (19. Jh.)

Die Mitte der unteren Ebene nimmt das mehrfach abgestufte Hauptportal (Stufenportal) ein, seitlich finden sich zwei gleich dimensionierte portalartige Blendarkaden, die in sich nochmals unterteilt sind. Während die Bogenläufe der Seitenportale überwiegend ornamental geschmückt sind, findet man den bedeutendsten und umfassendsten Figurenschmuck in den Archivolten des Mittelportals: Die innerste zeigt in der Mitte Christus in einer Mandorla, seitlich davon die 4 Evangelisten; darüber Christus als Bräutigam und zu seiner Rechten die 5 klugen Jungfrauen, zu seiner Linken die 5 törichten Jungfrauen (siehe Gleichnis von den klugen und törichten Jungfrauen; Matthäus 25,1–13 ). Im dritten Bogen ist in der Mitte Maria in einer Mandorla zu erkennen, die von Engeln in den Himmel emporgehoben wird (Mariä Himmelfahrt); der äußere Bogen zeigt die 12 Tierkreiszeichen und die dazugehörigen Monatsarbeiten (siehe Monatsbilder).

#### Obere Ebene
Der Aufbau der unteren Ebene wiederholt sich im Obergeschoss; die drei Arkaden sind zwar etwas weniger abgestuft, dafür gab es einstmals ein reiches Figurenprogramm: In der linken Arkade mit ihrem aus 18 Musikanten mit verschiedenen Instrumenten gebildeten Bogenlauf (Archivolte) sind noch Reste eines Reiterstandbilds zu erkennen; derartige Reiter kommen auch an mehreren Kirchen in der Umgebung vor: St-Hilaire de Melle, St-Pierre d’Aulnay, St-Pierre in Parthenay-le-Vieux und St-Pierre in Airvault. Die mittlere Arkade enthält ein Fenster, zu dessen Seiten die Apostel Petrus und Paulus stehen. Im äußeren Bogenlauf stehen Ritter mit großen Schilden, deren Spitzen im Leib von schlangenförmigen Ungeheuern stecken (vgl. St-Pierre d’Aulnay); die Szenerie ist als Kampf des Guten (miles christianus) gegen das Böse zu deuten. Im oberen Teil der rechten Arkade stehen vier Figuren mit Büchern und Schriftrollen in den Händen – möglicherweise die 4 Evangelisten; darunter links der Hl. Nikolaus und in der Mitte die drei Jungfrauen, die er durch drei goldene Kugeln als Mitgift vor der Prostitution bewahrte. Der Bogenlauf zeigt zehn große Figuren mit Schriftrollen, Büchern und Musikinstrumenten – wahrscheinlich handelt es sich um Älteste aus der Apokalypse (4,1–8 ). Bemerkenswert ist die Tatsache, dass der Kopf der rechten oberen Figur aus Platzgründen abgetrennt werden musste.

### Kirche

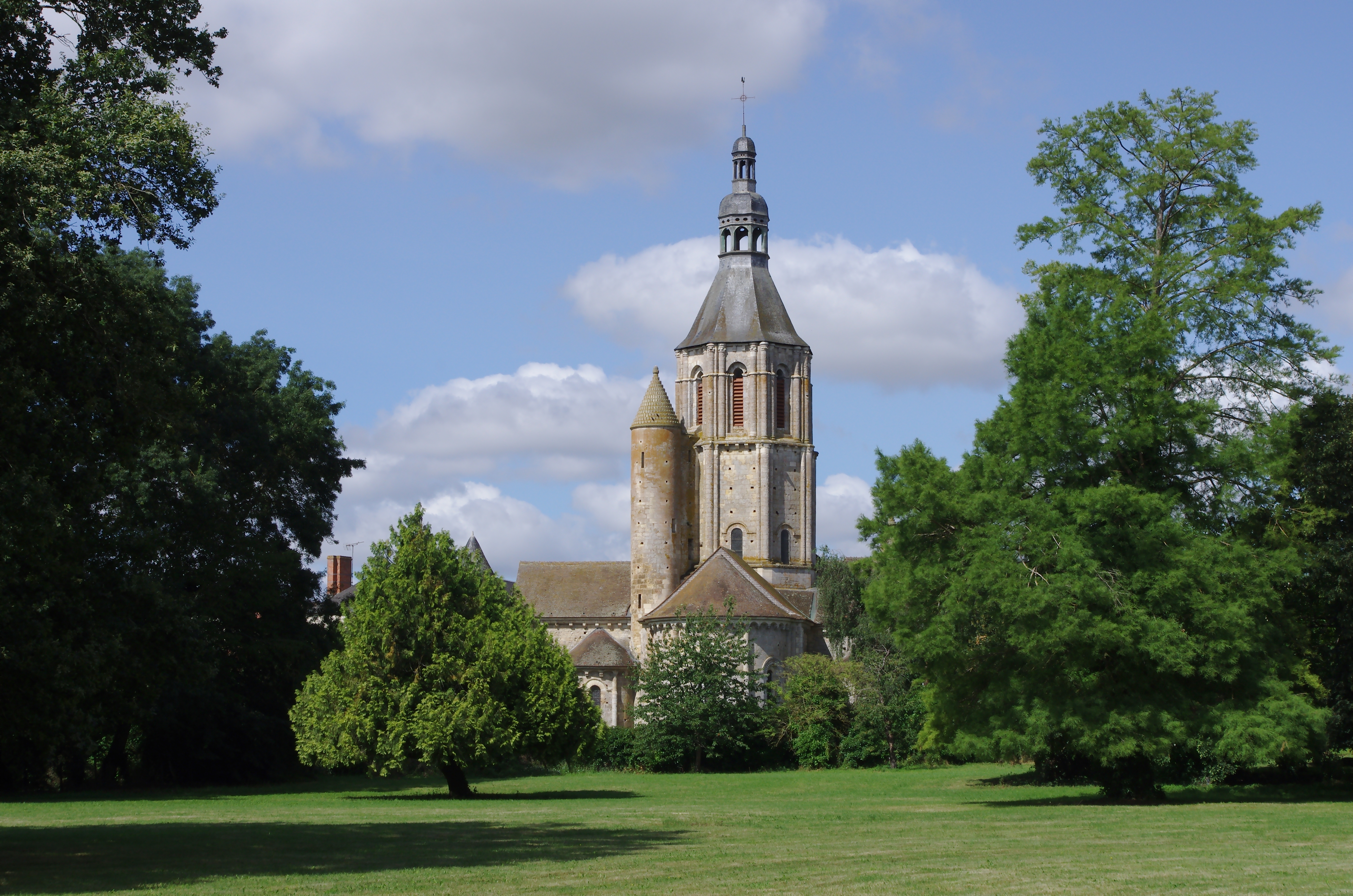
Turm und zwei der drei Apsiden

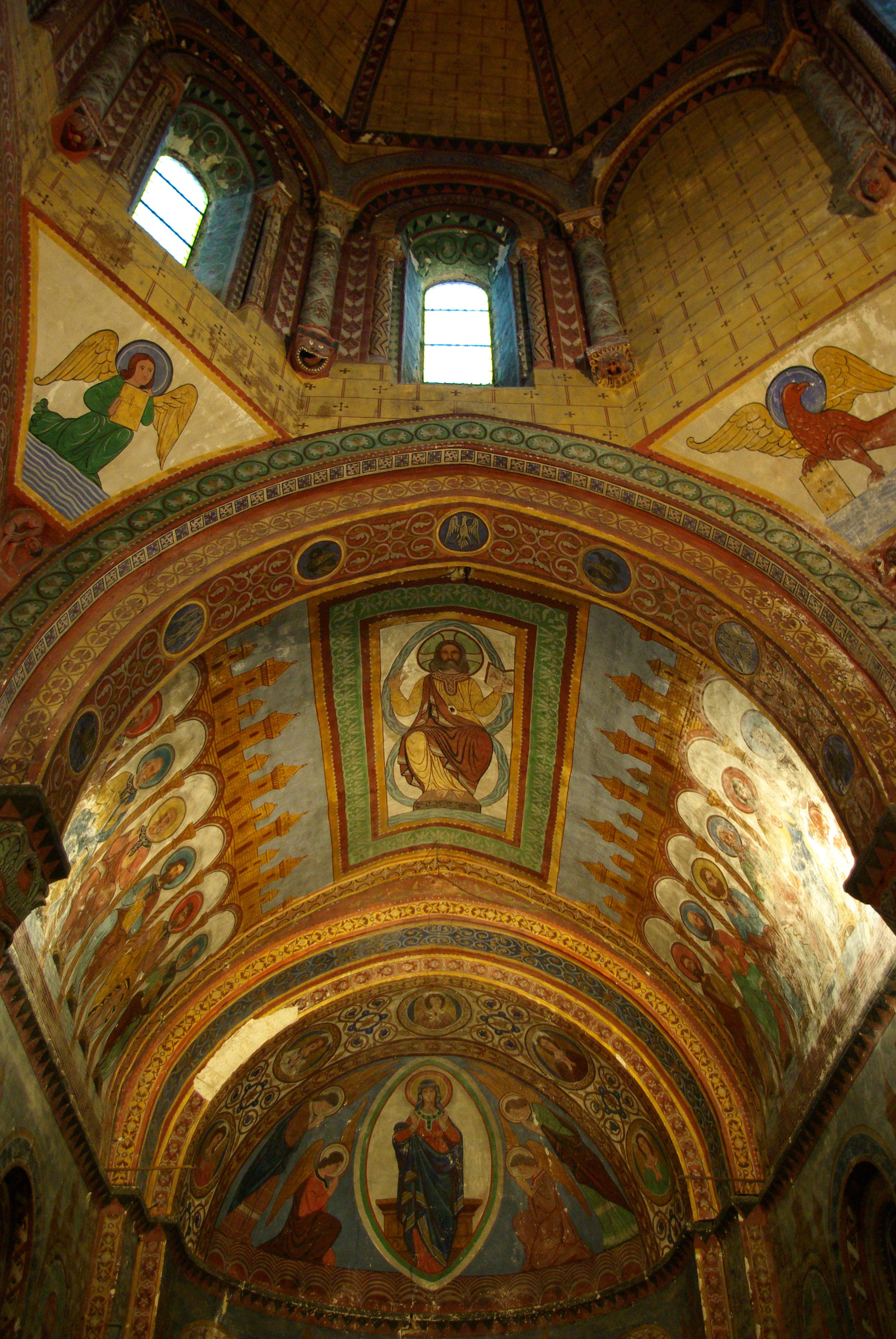
Laternenturm vor dem Mittelschiff des Chors

Das Kircheninnere stellt sich dar als eine dreischiffige Hallenkirche mit einem Querhaus und drei Apsiden; die mittlere Apsis ist im Sinne eines Staffelchors etwas verlängert und somit dominierender als die beiden seitlichen. Das Langhaus der Kirche hat 4 Joche. Der Kapitellschmuck besteht im Wesentlichen aus vegetabilischen Motiven und aus Fabelwesen, auf einem Kapitell ist Kain zu sehen wie er seinen Bruder Abel mit einer Axt erschlägt. Doch leider ist von alledem wegen der alle Bauteile überziehenden Ausmalung kaum etwas zu erkennen. Der achteckige Vierungsturm ist sowohl ein Laternenturm, da das erste Freigeschoss mit seinen Fenstern zum Kirchenraum hin offen ist, als auch der Glockenturm der Kirche; die Schallöffnungen des Glockengeschosses liegen wesentlich höher als die Fenster für den Innenraum. Die Turmspitze ist mit zwei Laternen ausgestattet, die aber kein Licht nach unten abgeben.

### Ausmalung
Im südlichen Querhaus wurden im Jahr 1847 mittelalterliche Fresken entdeckt, die Szenen aus dem Leben des Saint Gilles erzählen. Große Teile der Ausmalung aus dem Jahr 1865 stammen von Amédée Brouillet, der sich bei seiner – sicherlich mühevollen – Arbeit an der Kirche Notre-Dame-la-Grande in Poitiers orientierte.

### Chorhaupt
Ein Blick auf das Chorhaupt macht die Dominanz des – von der Fassadenseite kaum erkennbaren – oktogonalen Vierungsturms deutlich. Seine unteren Fenster beleuchten den Vierungsbereich; die oberen Fenster dienen als Schallöffnungen für das Geläut. Die – in aufwendiger Zimmermannsarbeit erstellte und anschließend verschieferte – Turmhaube mit ihren zwei übereinander angeordneten Laternen stammt aus der Barockzeit, wurde aber im 20. Jahrhundert erneuert; sie hat sehr wahrscheinlich einen mittelalterlichen Spitzhelm ersetzt.
Die drei nebeneinander angeordneten Chorkapellen zeigen eine sorgfältige Steinbearbeitung und werden von Halbsäulenvorlagen vertikal gegliedert. Die um ein Joch verlängerte Mittelapsis wird von einem Band mit Diamantstab umzogen. Für einen Kirchenbau äußerst ungewöhnlich ist der Taubenschlag (pigeonnier) im Mauerwerk an der Südseite der Hauptapsis.

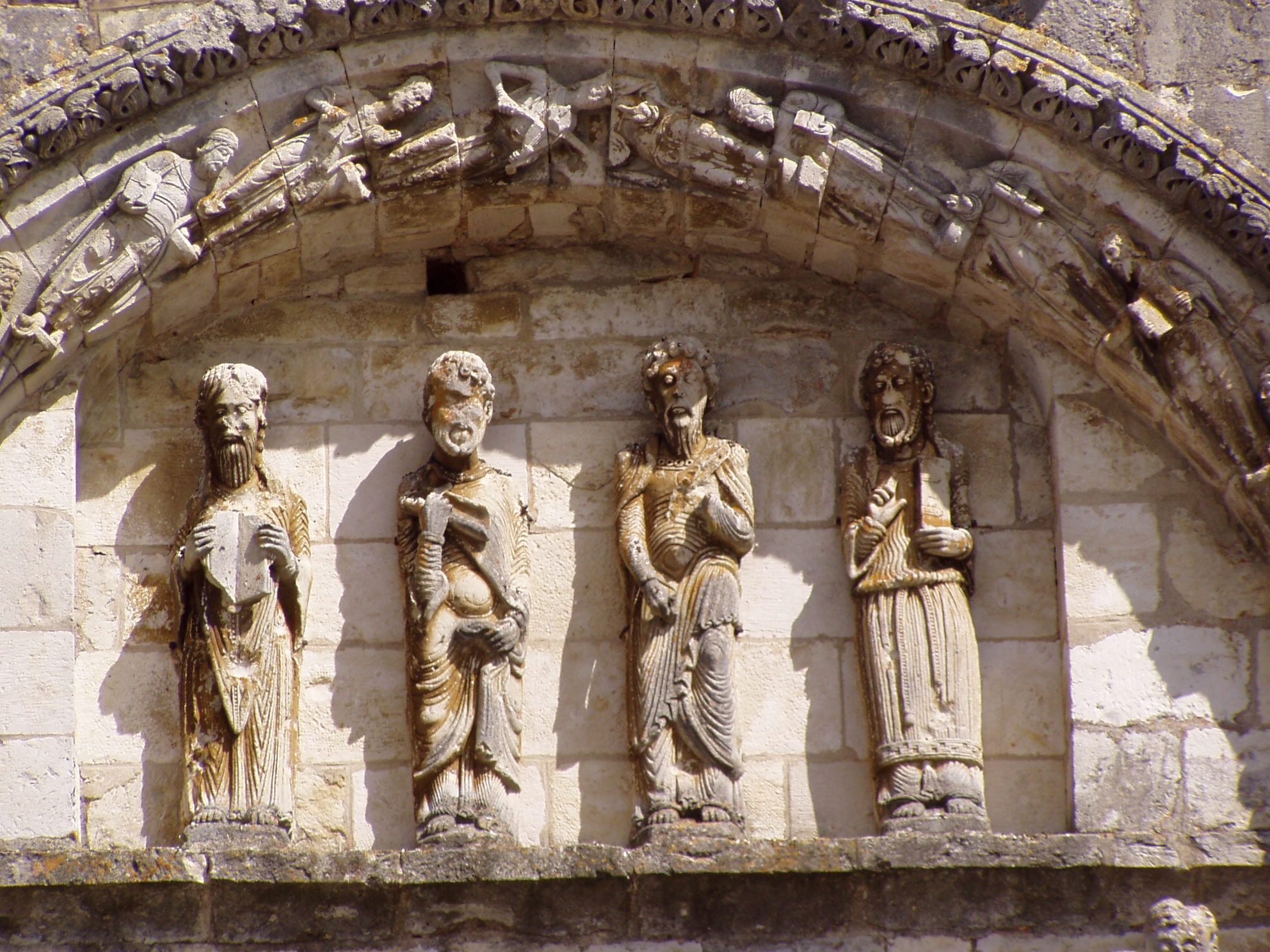
St-Nicolas – obere rechte Blendarkade, Evangelisten
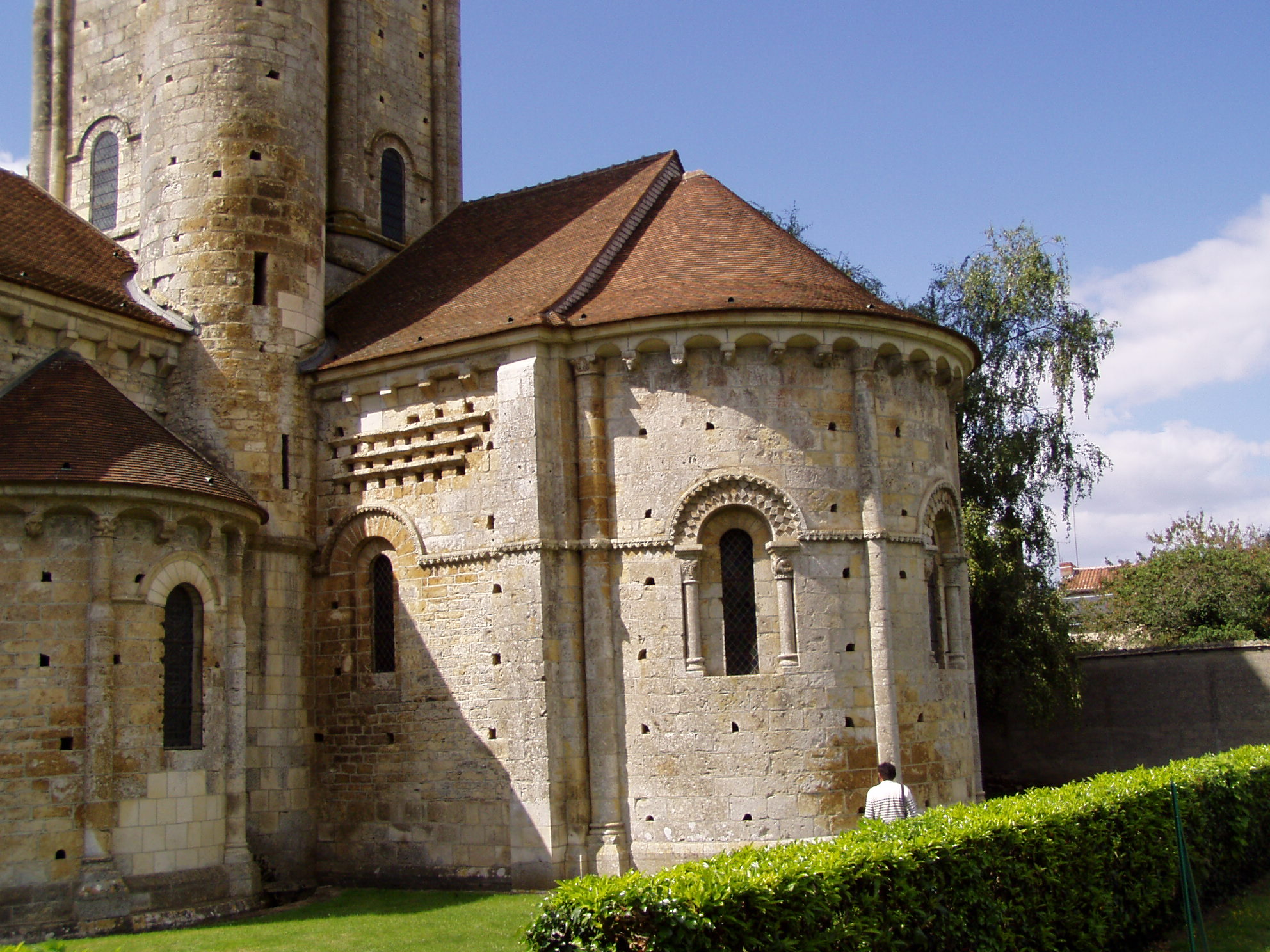
St-Nicolas – Chorkapelle mit Taubenschlag und Seitenkapelle
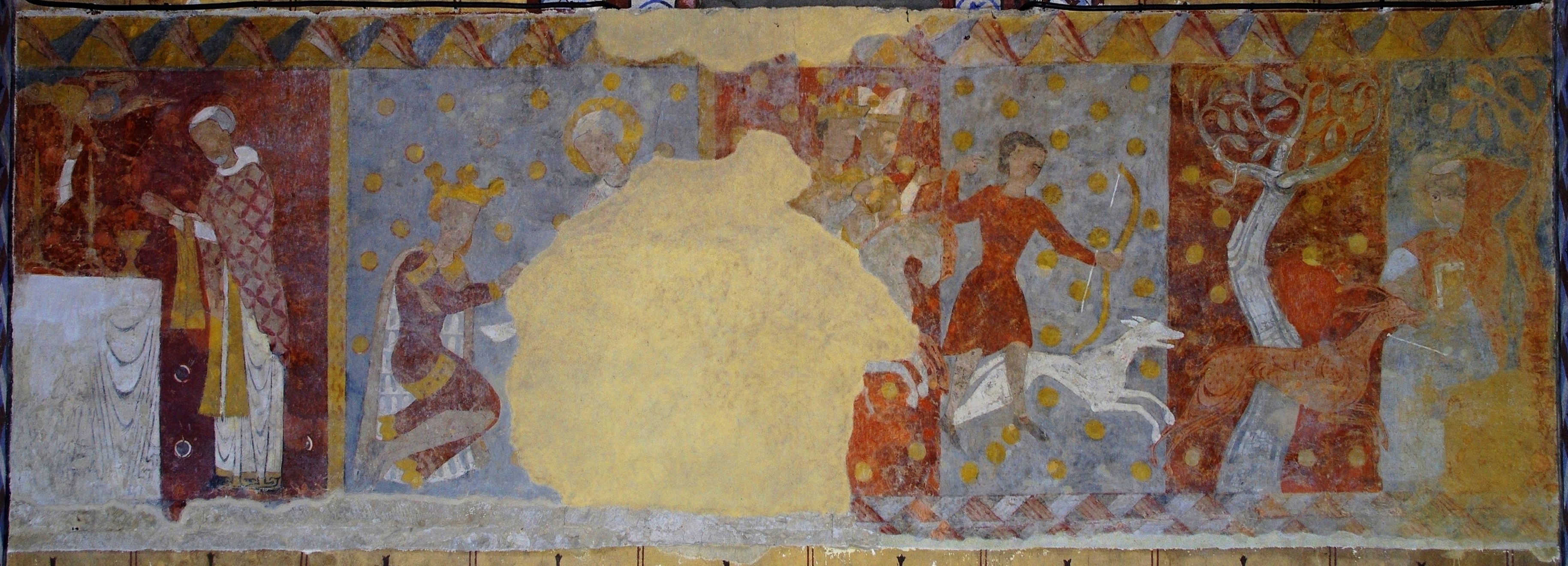
St-Nicolas – Fresko im südl. Querhaus, St-Gilles (13. Jh.)
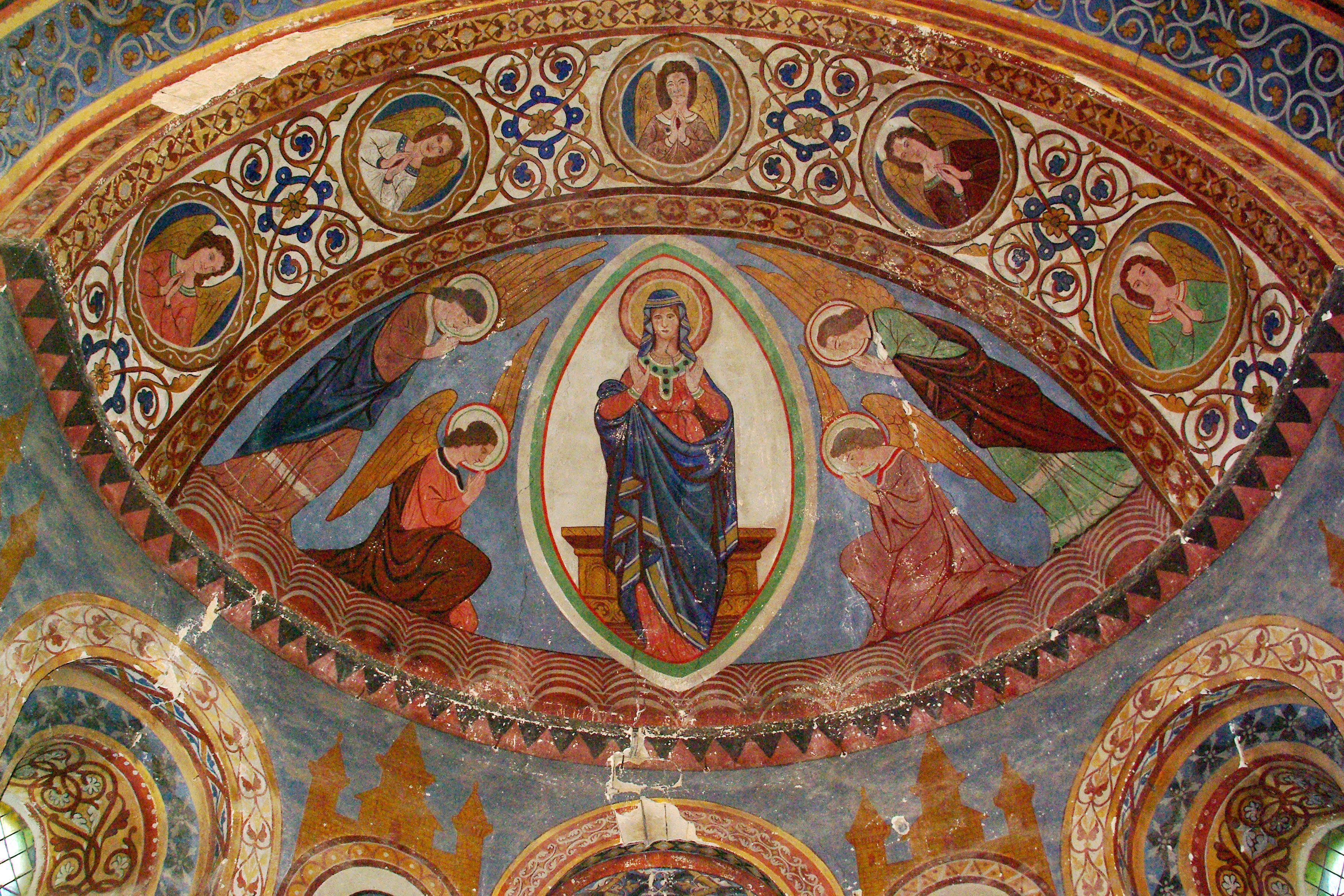
St-Nicolas – Apsisfresko, Maria in der Mandorla umgeben von betenden Engeln (19. Jh.)

## Bedeutung
Neben den Kirchenfassaden von Notre-Dame-la-Grande de Poitiers, St-Hilaire de Melle und St-Pierre d’Aulnay gehört die Westfassade von St-Nicolas in Civray zu den bedeutendsten künstlerischen Schöpfungen der Romanik im Poitou.